# 西大垸管理区
西大垸管理区，是中华人民共和国湖北省潜江市下辖的一个乡镇级行政单位。

## 行政区划
西大垸管理区下辖以下地区：
红花镇社区、砖瓦厂社区、关山生活区、肖桥生活区、冉集生活区、田阳生活区、水产公司生活区和测报站生活区。